# Víðbláinn
En la Mitología nórdica, Víðbláinn (del nórdico antiguo: amplio azul, algunas veces latinizado como Vidblain) está descrito como el tercer paraíso divino en la cosmología de Snorri Sturluson. Según la Edda prosaica Gylfaginning, está localizado encima de Andlang y el hogar de los dioses Asgard. Víðbláinn servirá como refugio y morada para las almas de los muertos durante y después de la destrucción de Ragnarök. Allí también residen los elfos de luz.